# Léonor Marie du Maine du Bourg
Léonor Marie du Maine (14 septembre 1655 à Changy - 15 janvier 1739 à Strasbourg), comte du Bourg, baron de l'Espinasse, est un militaire français, maréchal de France en 1724.

## Biographie
Léonor Marie du Maine du Bourg est le fils de Philippe du Maine, comte du Bourg, commandant des chevaux-légers étrangers de Mazarin, et de Léonore de Damas de Thianges (fille du général Charles de Damas de Thianges).
Page de la Grande Écurie du roi en 1671. Mousquetaire en 1673 puis passe au régiment des Gardes-Françaises. 
Fait ses premières armes en Franche-Comté, se distingue à l'attaque de Besançon en 1674 et participe aux sièges de Condé, Bouchain (1676), Valenciennes (1677), Saint-Omer (1677), Ypres (1678), Kehl (1678) et Strasbourg (1681). 
Il est promu mestre de camp du régiment Royal Cavalerie en décembre 1701.
Chevalier de l'ordre du Saint-Esprit en 1711, il est nommé gouverneur de la province d'Alsace en 1713.
Il est fait maréchal de France en 1724.
Époux en premières noces de Marie Le Gualès de Mézaubran (fille de Roland Le Gualès, seigneur de Mesaubran, de Kerivoallan et de La Villeneuve, lieutenant des maréchaux de France dans le diocèse de Tréguier, chevalier de l'ordre du roi, et de Jeanne Jacqueline d'Acigné), puis en secondes noces à Strasbourg, le 20 octobre 1731, de Marie Anne de Klinglin (veuve d'Anton d'Andlau et grand-mère de Frédéric-Antoine-Marc d'Andlau, sœur aînée de François-Joseph de Klinglin et de Christophe de Klinglin). De son premier mariage, il est l'arrière grand-père du ministre Alexandre Marie Léonor de Saint-Mauris-Montbarrey.

## Armoiries
| Figure | Blasonnement                        |
|        | De gueules, à la fleur de lys d'or. |

## Sources
- De l'ancienne France de Saint-Allais (Nicolas Viton) - 1834 - Page 499
- Revue d'Alsace no 132 (2006) L'Alsace : un très riche patrimoine archéologique Diplomatie et religion en Alsace au temps du cardinal de Fleury (1726-1743) p. 129-173
- Claude Muller, « Diplomatie et religion en Alsace au temps du cardinal de Fleury (1726-1743) », Revue d’Alsace [En ligne], 132